# Battaglie di Cantù e Asso
Le battaglie di Cantù e Asso furono due scontri che si verificarono nel gennaio 1450 tra le milizie di Francesco Sforza e quelle della Repubblica Ambrosiana e della Repubblica di Venezia rispettivamente al comando di Jacopo Piccinino e Bartolomeo Colleoni nei dintorni delle rispettive cittadine.

## Storia

### Antefatti
Da mesi Milano, retta dall'Aurea Repubblica Ambrosiana e da poco alleata con i veneziani, era sconvolta da una profonda carestia causata dal blocco di ogni via di rifornimento da parte degli sforzeschi. 
Al fine di soccorrerla, negli ultimi giorni del dicembre 1449 l'esercito veneziano cercò di attraversare l'Adda realizzando un ponte di barche presso Brivio ed assicurandosi il Monte di Brianza, un'area montagnosa e collinare compresa tra l'Adda, il lago di Como, la Alta Brianza comasca e il Meratese. Francesco Sforza, grazie a spie, esploratori e al tradimento dei castellani di Trezzo venne a conoscenza dei piani del nemico per poi affrontarlo in una serie di scontri presso il Monte di Brianza da cui uscì vittorioso, costringendo il Malatesta a ritirarsi sulla sponda bergamasca del fiume e il Piccinino a ripiegare a Monza. Dopo aver indetto un consiglio militare per decidere come proseguire la campagna militare, i veneziani deliberarono di affidare il comando delle successive operazioni al Colleoni, che, grazie alla sua profonda conoscenza della geografia di quei luoghi, suggerì di aggirare il Monte di Brianza per riunirsi con le forze ambrosiane a Como e da lì marciare verso Monza, presidiata da Jacopo Piccinino loro alleato e quindi su Milano. All'inizio del gennaio 1450 il Colleoni mosse dall'accampamento di Caprino Bergamasco in Valle San Martino alla volta di Lecco quindi attraverso la Valsassina sino a raggiungere tre giorni dopo Bellano, sulle sponde del lago di Como. Dopo aver catturato senza fatica i castelli di Bellano e Mandello si incontrò con Giovanni della Noce, governatore di Como, inviò un messo per invitare il Piccinino ad unirsi alle sue forze quindi venne trasbordato nella prima città dalla flotta. Francesco Sforza rispose ai movimenti degli avversari inviando cinque squadre di cavalleria e parte della fanteria a comando del fratello Giovanni Sforza lungo la sponda opposta del lago e due squadre a comando di Onofrio Ruffaldi a presidiare le colline sopra Bellagio.

### Battaglia di Cantù
Nel frattempo sette capisquadra del Piccinino, tra cui Luchino Palmero, Conticino da Campi e Girardo Terzo si accordarono con lo Sforza promettendogli di informarlo nel momento in cui il grosso delle truppe ambrosiane fossero uscite da Monza alla volta di Como. Alcuni giorni dopo lo informarono della partenza degli ambrosiani per cui questi inviò otto squadre a comando di Giacomo da Salerno informando al contempo Giovanni Ventimiglia, che presidiava Cantù, di dargli manforte con le sue truppe. Quando Giacomo da Salerno raggiunse il luogo stabilito inviò un messo a Conticino de Campi e Girardo Terzo i quali, facendo finta di non sapere cosa dicesse, lo arrestarono e lo legarono. Non vedendo tornare il messo Giacomo da Salerno ordinò alle sue truppe di ripiegare ma Roberto Orsini, contravvenendo al suo ordine, decise di caricare il nemico insieme ad una squadra di cavalieri, riuscendo a resistere anche quando gli avversari cominciarono a scagliarsi contro i suoi uomini. Giacomo da Salerno a questo punto diede ordine al resto delle sue truppe di assaltare il nemico sul fianco destro mentre il Ventimiglia li caricò di fronte. Le truppe ambrosiane vennero scompaginate, molti uomini furono catturati ma gli sforzeschi, senza più badare alla battaglia, cercarono di far quanti più prigionieri possibili per poi tornare disordinatamente verso il Salernitano. In questo frangente due squadre di cavalleria ambrosiana, rimaste indietro con i carriaggi, si accorsero della situazione e caricarono alle spalle gli sforzeschi carichi di bottino che ben presto da cacciatori divennero preda. A queste si aggiunsero altre venti squadre che assaltarono le dieci squadre sforzesche costringendo il Ventimiglia a ritirarsi a Cantù e il Salernitano nei castelli vicini. Il Piccinino, informato dello scontro, fece trasportare tutti i prigionieri a Como. Nei giorni seguenti gli ambrosiani, credendo che i veneziani avrebbero presto attraversato l'Adda per unirsi a loro, cercarono di persuadere gli sforzeschi ad abbandonare i castelli in cui si erano fortificati senza tuttavia ottenere alcun risultato.

### Assalto a Brivio
Appresa la sconfitta, lo Sforza inviò rinforzò il presidio di Bellagio e inviò altri 200 fanti sul Monte Barro per poi ordinare a Giovanni Sforza di andare ad occupare la pieve di Incino. Un giorno, mentre lo Sforza si trovava lontano dall'accampamento di Brivio per supervisionare la disposizione delle truppe, i veneziani realizzarono un nuovo ponte ad Olginate e di notte presero d'assalto con scale e bombarde le fortificazioni in legno erette un mese prima dagli sforzeschi a difesa del ponte sull'Adda. Giunta la sera del giorno successivo, i veneziani avevano ormai conquistato due delle cinque torri e le altre tre stavano per cadere quando lo Sforza fece ritorno in quel luogo e, incitando i suoi uomini e mostrandosi ai nemici, li guidò al contrattacco. I veneziani presto si persero d'animo e il Malatesta ordinò loro di ritirarsi oltre il fiume, molti tuttavia caddero nel fossato a protezione delle fortificazioni, furono uccisi, feriti o catturati.

### Battaglia di Asso
Mentre i veneziani stavano assaltando Brivio, Giovanni Sforza aveva occupato la pieve di Incino. I cittadini di Asso colsero l'occasione per accordarsi segretamente con il Colleoni a Como.
Questi fece subito trasportare i suoi uomini via nave sino all'approdo più vicino alla cittadina e risalite le valli assaltò a sorpresa gli sforzeschi nei pressi del paese costringendoli alla fuga verso Erba. Venutolo a sapere, lo Sforza mandò in quella cittadina Carlo Gonzaga al fine di impedire ai veneziani di catturarla e minacciare da occidente il Monte di Brianza. I rinforzi del Gonzaga permisero agli sforzeschi di impedire la cattura dei castelli nei dintorni di Erba da parte dei veneziani che però circondarono Onofrio Ruffaldi alle falde del monte Barro costringendolo dopo alcuni giorni di resistenza alla resa per fame per poi catturarlo. Poco dopo Orso Orsini, caposquadra alleato degli sforzeschi, decise di passare al soldo dei veneziani insieme a 200 cavalieri.

### Conseguenze
Verso la fine di gennaio gli sforzeschi accampati a Brivio si trovavano ormai in grande penuria di viveri e di fieno per i cavalli, avendo ormai consumato tutto quello presente nel raggio di 20 km. Rimanevano solo le ultime rape, castagne e vino, bastanti per tre giorni. Per poter continuare la campagna militare lo Sforza si risolse di catturare Monza per cui vi inviò Giovanni da Milano e Marchetto Marliani, amico dei castellani, al fine di convincerli a cedere la città in cambio di una grande somma di denaro. I castellani rifiutarono la proposta ma Giovanni da Milano si accorse che la città era sguarnita dal lato del Lambro e si poteva scavare un cunicolo sotterraneo con relativa facilità dato che i lavori venivano coperti dal rumore dell'acqua del fiume. Lo Sforza affidò l'impresa al Gonzaga e al Ventimiglia assegnando loro un buon numero di fanti e cavalieri poi, verso mezzanotte, malgrado il tempo inclemente, mosse con il resto dell'esercito verso Monza. Quella notte vi furono piogge intense e le guide degli uomini al comando del Gonzaga e del Ventimiglia sbagliarono strada per poi smarrirsi nella notte. All'alba del 1 febbraio 1450 gli sforzeschi si trovarono nei pressi di Carate, 10 km a nord di Monza mentre lo Sforza era giunto a Vimercate. Informato dell'accaduto, diede ordine di rinunciare all'impresa, imponendo al Ventimiglia di tornare a difendere Cantù e al Gonzaga si presidiare quel luogo.
Convocò poi un consiglio militare in cui buona parte dei condottieri suoi subordinati gli consigliarono di ritirarsi a Pavia e a Lodi per passarvi l'inverno e riprendere le operazioni in primavera ma lo Sforza scelse invece di costituire una linea di difesa ai piedi delle colline brianzole per cercare di impedire ai veneziani di dilagare nella pianura e portare rifornimenti a Milano. La penuria di viveri, tuttavia, aveva reso ormai indifendibili Brivio e il Monte di Brianza che furono in breve occupati nuovamente dai veneziani.